# Neuer Jüdischer Friedhof Saarbrücken

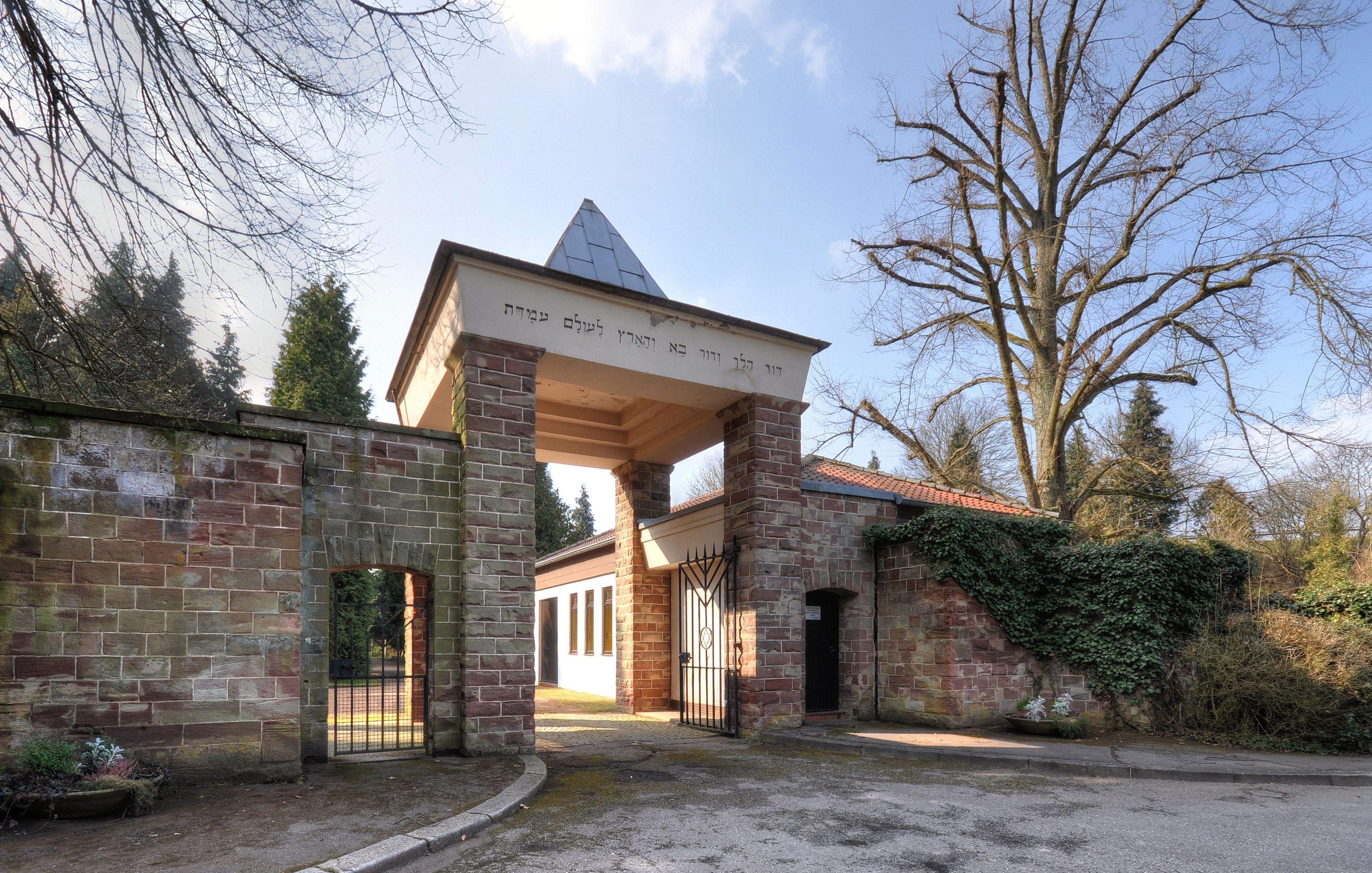
Eingangstor des Neuen Jüdischen Friedhofs

Der Neue Jüdische Friedhof in Saarbrücken, der Landeshauptstadt des Saarlandes, wurde 1918 angelegt und wird seit 1920 belegt. Der jüdische Friedhof An der Goldenen Bremm/Rue de la Princesse, direkt an der französischen Grenze, ist ein geschütztes Kulturdenkmal.

## Geschichte
Die Jüdische Gemeinde Saarbrücken bestattete ihre Toten bis 1920 auf dem Alten Jüdischen Friedhof an der Graf-Simon-Straße/Ecke Komturstraße. Da die Gemeinde stark gewachsen war, wurde der Erwerb eines neuen Friedhofgeländes nötig.